# Cisticole d'Éthiopie
Cisticola lugubris
Espèce
Statut de conservation UICN

 LC  : Préoccupation mineure
La Cisticole d'Éthiopie (Cisticola lugubris) est une espèce de passereaux de la famille des Cisticolidae.
Son aire s'étend à travers l'Éthiopie et le sud de l'Érythrée.